# Neemi
Koordinaten: 58° 29′ N, 23° 7′ O

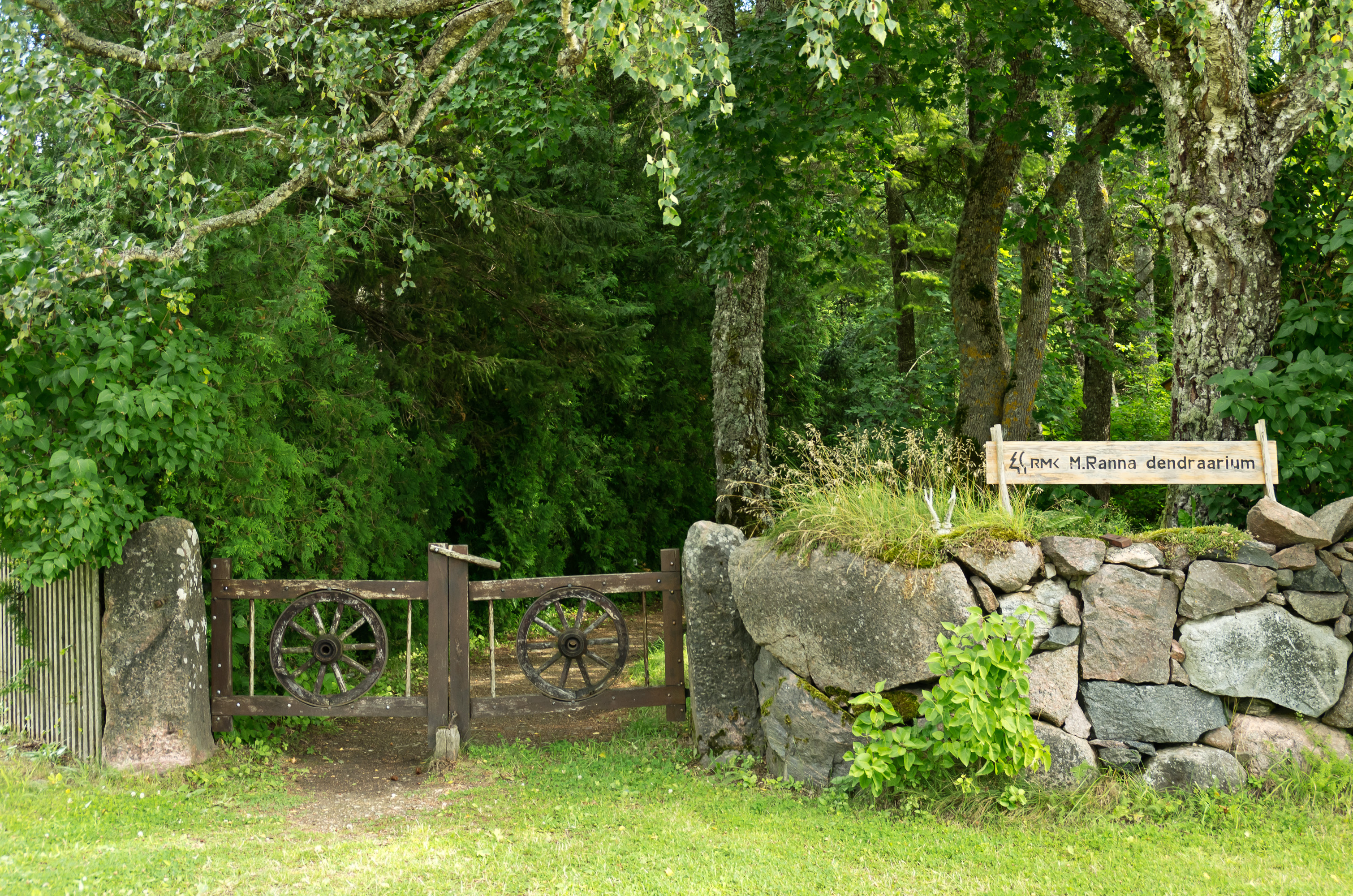
Eingang des Mihkel Ranna dendraariums in Neemi

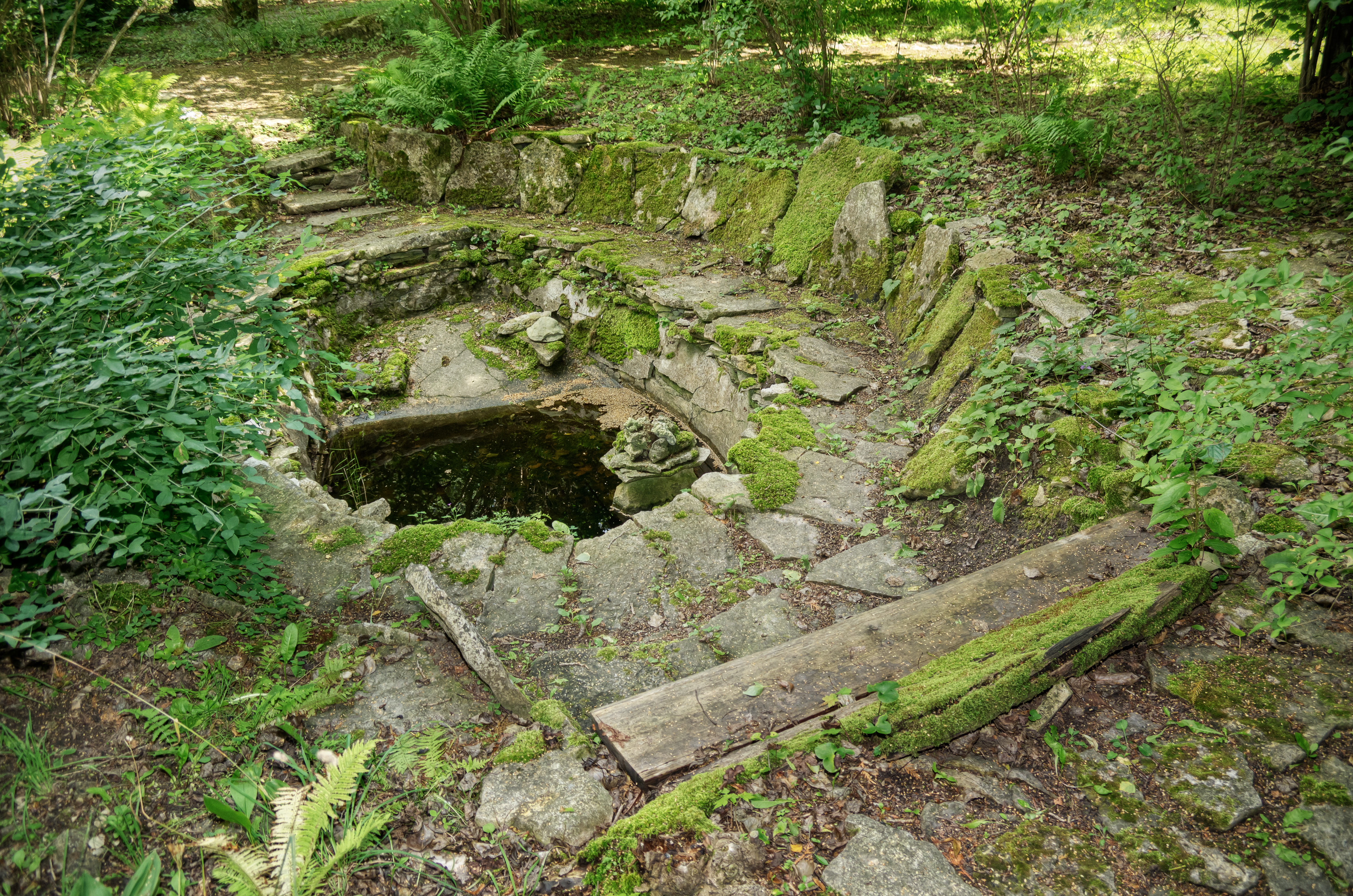
Becken im Dendrarium

Neemi (deutsch Nemes) ist ein Dorf (estnisch küla) auf der größten estnischen Insel Saaremaa. Es gehört zur Landgemeinde Saaremaa (bis 2017: Landgemeinde Pöide) im Kreis Saare.

## Einwohner und Lage
Das Dorf hat 21 Einwohner (Stand 31. Dezember 2011). Es liegt 45 Kilometer nordöstlich der Inselhauptstadt Kuressaare.

## Dendrarium
1925 gründete der örtliche Dorfschmied Mihkel Ranna (1871–1958) neben seinem Wohnhaus und der Schmiede ein Dendrarium. Es umfasst heute über zweihundert verschiedene Baum- und Straucharten.